# Mediterraneo (film)
A Mediterraneo 1991-ben bemutatott olasz nagyjátékfilm, mely  1992-ben elnyerte az Amerikai Filmakadémia Oscar-díját a legjobb idegen nyelvű film kategóriájában. 
A film a második világháború idején játszódik, s egy csoport olasz katonáról szól, akiket egy Égei-tengeri görög szigetre helyeznek helyőrségi figyelőállásba – a hadsereg azonban a háború végéig megfeledkezik róluk, és három évre a szigeten ragadnak. 
A filmet a Kastellorizo nevű szigeten forgatták.

## Cselekmény
1941-ben, egy évvel azután, hogy Olaszország csatlakozott a németekhez a második világháborúban, egy maroknyi olasz katona partra száll egy Égei-tengeri szigeten. A sziget a fronttól a lehető legtávolabb esik, stratégiai értéke gyakorlatilag a nullával egyenlő. A küldetés célja megfigyelés és kapcsolatteremtés, valamint megszállás és jelentéstétel. A szedett-vedett csapat vesztett csaták túlélőiből, feloszlatott csapattestek maradványaiból áll. Mind abban a korban járnak, amikor az ember még nem döntötte el, hogy családot alapítson, vagy éljen a világba.
A cselekmény kezdetekor a szakasz partra száll a Megisti nevű szigeten, ahol egy megfigyelő állást kell létrehozniuk. Már az első éjszaka elveszítik a kapcsolatot a hadtestükkel, majd a messzelátón keresztül végignézik, ahogy az őket partra szállító hadihajó, a Garibaldi, egy bombatámadás következtében megsemmisül. Mivel élelemre van szükségük, és amúgy is a feladatuk a sziget megszállása, felkerekednek, hogy megkeressék a szigeten élő lakosokat. Bár eleinte úgy tűnik, hogy a sziget kihalt, a hegyekben elrejtőzött görögök hamarosan visszaszállingóznak a faluba.
Miközben a partra vetett helyőrség keserűen veszi tudomásul, hogy a hadsereg megfeledkezett róluk, a kényszerű együttélésből barátságok szerelmek szövődnek, s a csapat észrevétlenül eggyé válik a szigeten élő görög lakosokkal, és az egész történet átcsap egy hatalmas – olasz humorral fűszerezett – nyaralásba. Mindeközben három év telik el.

## Karakterek
- Raffaele Montini főhadnagy (Claudio Bigagli) – A szakasz parancsnoka, civilben gimnáziumi tanár, a művészetek rajongója.
- Antonio Farina (Giuseppe Cederna) – Montini főhadnagy segédje. Montini szerint nagyon kedveli őt, sokszor még a főhadnagy gondolatait is kitalálja.
- Nicola Lorusso őrmester (Diego Abatantuono) – Jelenleg őrmester, de harcolt az afrikai háborúban, ahol valójában a törzsőrmesterségig vitte.
- Luciano Colasanti, Lorusso segédje (Ugo Conti) – Mindig az őrmester kedvét keresei, árnyékként követi őt, gyakorlatilag szimbiózisban élnek.
- Eliseo Strazzabosco (Gigio Alberti) – Fura hegyvidéki fickó, civilben síoktató. A háborúban végig vele van Silvana, a szamár, akit otthonról hozott magával; társai szerint úgy szereti mint egy embert, talán még jobban is.
- A Munaron fivérek (Libero Munaron – Memo Dini, Felice Munaron – Vasco Mirandola) – Két igazi hegyi ember, pásztorok, akik még sosem látták a tengert.
- Corrado Noventa (Claudio Bisio) – A dezertőr; már jó néhányszor megszökött, haza akart menni a várandós feleségéhez. Legutóbb Albánia és Jugoszlávia határán kapták el, amint gyalog indult Olaszországba.
- Vasilissa (Vanna Barba) – Prostituált, gyerekkorában ragadt a szigeten.
- A pópa (Luigi Montini) – A görög közösség szellemi vezetője.

## Díjak, jelölések
- Oscar-díj (1991)
  - díj: legjobb idegen nyelvű film
- David di Donatello-díj (1991)
  - díj: legjobb vágás (Nino Baragli)
  - díj: legjobb film
  - díj: legjobb hang (Tiziano Crotti)
  - jelölés: legjobb rendező (Gabriele Salvatores)
  - jelölés: legjobb producer (Mario Cecchi Gori, Vittorio Cecchi Gori, Gianni Minervini)
  - jelölés: legjobb forgatókönyv (Enzo Monteleone)
- Filmes Újságírók Olasz Nemzeti Szindikátusa (1992)
  - díj: Ezüst Szalag (legjobb rendező)
- Palm Springs-i Nemzetközi Filmfesztivál (1992)
  - díj: közönségdíj (Gabriele Salvatores)